# Casa de Fructuoso Rivera
La Casa de Fructuoso Rivera es un museo histórico del Departamento de Durazno. Se encuentra ubicado en la plaza Independencia de la ciudad de Durazno, Uruguay.

## Historia
Su nombre se debe a que en el año 1835, el primer presidente constitucional del Uruguay, el general Fructuoso Rivera, mandó edificarla para que posteriormente fuera su residencia.
En ella el general Rivera asumió su segunda presidencia en 1839, posteriormente la transformó en sede del Poder Ejecutivo Nacional, hasta el año 1842.
En 1843 Rivera la abandonó definitivamente, y durante la Guerra Grande fue utilizada como Comandancia Militar y cárcel.
En la actualidad forma parte del patrimonio histórico de la ciudad de Durazno.
La Intendencia Municipal de Durazno inauguró allí el museo el 11 de octubre de 1992, y desde ese momento ha sido un gran difusor del patrimonio histórico-cultural duraznense.
El Museo cuenta con el Archivo Duraznense, con tres secciones: Archivo de la Voz y la Música (con cerca de 2000 grabaciones), Archivo de la Imagen (más de 13.000 fotografías) y Archivo Documental. También posee una Biblioteca con secciones diferentes, destacándose la Colección especializada en historia nacional.
A finales del siglo XIX, funcionó al comienzo como casa particular y más tarde como sede de la Caja Popular de Durazno y oficina pública.

## Interior del museo

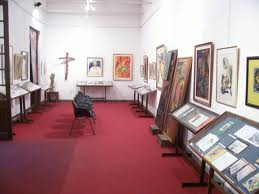
Interior del Museo Casa de Rivera.

El museo cuenta con varias muestras permanentes, sobre el pasado indígena del Uruguay, con materiales rescatados de diversos puntos del país.
Presenta una sala destinada a contar la vida y obra del Gral. Fructuoso Rivera.
Se exhiben gran parte de los documentos utilizados por Rivera en la época de su mandato.
En la actualidad el Sr. Cristian Pintos es el Encargado de Museos de la Intendencia de Durazno.
- Datos: Q16544083
- Multimedia: Casa de Rivera, Durazno / Q16544083